# Serbische Leichtathletik-Hallenmeisterschaften 2022
Die Serbischen Leichtathletik-Hallenmeisterschaften 2022 wurden am 5. und 6. Februar in der Atletska dvorana in der Hauptstadt Belgrad ausgetragen. Die Mehrkampfbewerbe wurden zwei Wochen darauf an derselben Stelle ausgetragen.

## Medaillengewinner

### Männer
| Disziplin         | Gold                                                                          | Leistung       | Silber                                                                  | Leistung       | Bronze              | Leistung       |
| ----------------- | ----------------------------------------------------------------------------- | -------------- | ----------------------------------------------------------------------- | -------------- | ------------------- | -------------- |
| 60 m              | Aleksa Kijanović                                                              | 6,74 s SB      | Miodrag Tresović                                                        | 6,90 s SB      | Mihajlo Mandić      | 6,99 s         |
| 200 m             | Aleksa Kijanović                                                              | 21,82 s SB     | Mihajlo Mandić                                                          | 22,10 s        | Miodrag Tresović    | 22,66 s        |
| 400 m             | Boško Kijanović                                                               | 47,04 s PB     | Ivan Marković                                                           | 49,31 s        | Mihajlo Mandić      | 49,34 s SB     |
| 800 m             | Teodor Antić                                                                  | 1:57,76 min SB | Milos Milosavljević                                                     | 1:58,49 min PB | Filip Nedeljković   | 1:58,90 min PB |
| 1500 m            | Elzan Bibić                                                                   | 3:45,12 min SB | Aleksa Milanović                                                        | 3:51,63 min PB | Aleksa Tomić        | 4:06,17 min    |
| 3000 m            | Elzan Bibić                                                                   | 8:10,16 min    | Aleksa Milanović                                                        | 8:37,08 min PB | Nikola Mijailović   | 8:48,50 min PB |
| 60 m Hürden       | Luka Trgovčević                                                               | 7,94 s         | Jovan Čanak                                                             | 8,29 s         | Relja Verner        | 9,06 s PB      |
| 3000 m Gehen      | Predrag Filipović                                                             | 16:05,62 min   |                                                                         |                |                     |                |
| 4 × 200 m Staffel | Crvena Zvezda Luka Olujić Nikola Kovačević Bogdan Vidojković Miodrag Tresović | 1:30,45 min    |                                                                         |                |                     |                |
| 4 × 400 m Staffel | OAK Beograd Luka Vučković Aleksa Sekulić Balša Milić Boško Kijanović          | 3:16,51 min    | Crvena Zvezda Luka Olujić Miloš Marković Ivan Marković Nikola Kovačević | 3:19,83 min    |                     |                |
| Hochsprung        | Božidar Marković                                                              | 2,16 m PB      | Nikola Mujanović                                                        | 2,13 m =PB     | Emir Rovčanin       | 2,10 m         |
| Stabhochsprung    | Đorđe Mihajlović                                                              | 4,40 m         | Marko Beljanski                                                         | 4,10 m         | Milan Čajić         | 4,00 m         |
| Weitsprung        | Lazar Anić                                                                    | 7,77 m SB      | Aleksa Ratinac                                                          | 7,03 m PB      | Strahinja Radojević | 6,95 m PB      |
| Dreisprung        | Aleksa Ratinac                                                                | 14,56 m PB     | Miloš Mijatović                                                         | 14,00 m        | Ilija Vukov         | 13,90 m PB     |
| Kugelstoßen       | Asmir Kolašinac                                                               | 20,73 m SB     | Bogdan Zdravković                                                       | 17,68 m        | Petar Ilić          | 14,97 m PB     |
| Siebenkampf       | Milan Čajić                                                                   | 4452 Punkte PB | Nikola Rosić                                                            | 3930 Punkte    | Relja Verner        | 3876 Punkte PB |

### Frauen
| Disziplin      | Gold             | Leistung        | Silber                 | Leistung        | Bronze             | Leistung        |
| -------------- | ---------------- | --------------- | ---------------------- | --------------- | ------------------ | --------------- |
| 60 m           | Marija Bukvić    | 7,64 s PB       | Anastasija Miča        | 7,68 s PB       | Vanja Drča         | 7,70 s PB       |
| 200 m          | Tamara Vuletić   | 25,30 s         | Tijana Japundžić       | 25,31 s         | Maja Gajić         | 25,44 s SB      |
| 400 m          | Maja Ćirić       | 53,40 s         | Aleksandra Pešić       | 56,69 s         | Maja Gajić         | 57,68 s SB      |
| 800 m          | Marija Stambolić | 2:10,76 min     | Dunja Sikima           | 2:11,36 min SB  | Iva Maletić        | 2:12,44 min PB  |
| 1500 m         | Dunja Sikima     | 4:34,62 min PB  | Iva Maletić            | 4:34,84 min PB  | Saima Murić        | 4:38,27 min     |
| 3000 m         | Natalija Grujić  | 10:11,50 min PB | Katarina Milosavljević | 10:13,73 min PB | Mejra Mehmedović   | 10:18,35 min SB |
| 60 m Hürden    | Anja Lukić       | 8,24 s SB       | Milica Emini           | 8,33 s PB       | Marija Bukvić      | 8,70 s          |
| 3000 m Gehen   | Tijana Savićević | 14:46,75 min    | Anja Nedeljković       | 14:55,00 min PB | Anđelina Nikolić   | 16:29,19 min PB |
| Hochsprung     | Jovana Delić     | 1,87 m PB       | Angelina Topić         | 1,84 m SB       | Zorana Bukvić      | 1,81 m PB       |
| Stabhochsprung | Dunja Sedlaček   | 3,20 m          | Olivera Kanazir        | 3,20 m          | Anja Vrbica        | 3,10 m PB       |
| Weitsprung     | Ivana Španović   | 6,85 m WL       | Milica Gardašević      | 6,63 m PB       | Ljubica Simović    | 6,12 m PB       |
| Dreisprung     | Jovana Ilić      | 13,38 m         | Teodora Boberić        | 12,56 m SB      | Ivana Ognjanović   | 12,26 m SB      |
| Kugelstoßen    | Anđela Obradović | 13,18 m PB      | Antonija Žaja          | 13,02 m         | Martina Pavlović   | 12,36 m SB      |
| Fünfkampf      | Marina Živković  | 3774 Punkte     | Angela Terek           | 2919 Punkte     | Jovana Miloradović | 2551 Punkte     |